# Plume, le petit ours polaire
Série
Plume et l'Île mystérieuse
(2005)
Pour plus de détails, voir Fiche technique et Distribution.
Plume, le petit ours polaire (Der kleine Eisbär) est un long métrage d'animation allemand sorti en 2001.
Plutôt destiné à un jeune public, il met en scène le sympathique héros de la littérature enfantine créé en 1957 par l'auteur et illustrateur néerlandais Hans de Beer. Ce film sera suivi par Plume et l'île mystérieuse (2005).

## Synopsis
L'amitié entre un petit ours blanc et un phoque n'est pas du goût de tout le monde. Elle contrarie en particulier les grands ours polaires, plutôt habitués à chasser le phoque.

## Fiche technique
- Réalisation : Piet De Rycker et Thilo Graf Rothkirch (de)
- Scénario : Piet De Rycker et Bert Schrickel
- Musique :
- Durée : 78 minutes
- La version japonaise utilise "Rainbow Song" de Tomoko Tane comme thème final[1].